# Jadralec
Jadralec (znanstveno ime Iphiclides podalirius) je metulj iz družine lastovičarjev (Papilionidae), ki živi v večjem delu Evrope in Azije.

## Opis
Jadralec je po obliki, barvi in velikosti podoben sorodnemu lastovičarju. Preko kril meri med 55 in 70 mm. Telo in krila so rumene barve s črnim vzorcem, ki ga oblikujejo vzdolžne črne črte. Osnovna barva kril jadralca je bolj bledo rumena kot lastovičarjeva. Samice so večje in bolj bledih barv od samcev. Najbolj očitna razlika mad jadralcem in lastovičarjem so modre lise po krilih. Jadralec ima ob zunanjem robu zadnjih kril črno obrobljene modre lise, na koncu zadnjih kril pa lažni očesi črne, modre in oranžne barve ter dolga repka. Gosenice jadralca so čokate in imajo varovalno zeleno obarvan trup. Hranijo se predvsem z listi črnega trna (Prunus spinosa), redkeje pa tudi z listi drugih rastlin iz družine rožnic (glog, jerebika). Po izvalitvi so gosenice sprva temne in imajo le dve manjši in dve večji zeleni lisi. Kasneje postanejo zelene z dvema tankima vzdolžnima rumenima progama. Za seboj puščajo svileno sled. Ko se zabubijo so bube sprva zelene, med hibernacijo pa postanejo rjave.
Odrasli metulji so dobri letalci, ki dobro izkoriščajo zračne tokove in lahko precejšnje razdalje prejadrajo. Pojavljajo se v različnih življenjskih prostorih, najbolje pa se počutijo na suhih travnikih. Najdemo jih lahko tudi v grmovnati pokrajini, ob obronkih gozdov ali na kamnitih pobočjih, kjer letajo med avgustom in septembrom. V Alpah jih lahko opazimo do nadmorske višine 1600 metrov.
Jadralec je zavarovana vrsta v naslednjih državah: Češka, Slovaška, Nemčija, Madžarska, Luksemburg, Rusija ter Poljska.